# William Paats
 (mars 2016).
Si vous disposez d'ouvrages ou d'articles de référence ou si vous connaissez des sites web de qualité traitant du thème abordé ici, merci de compléter l'article en donnant les références utiles à sa vérifiabilité et en les liant à la section « Notes et références ».
William Paats (de son vrai nom Friedrich Wilhelm Paats Hantelmann), né le 12 janvier 1876 à Rotterdam et mort le 28 août 1946 à Asuncion, est un professeur d'éducation physique et sportive néerlandais et Paraguayen. 
Il a fondé le club de l'Olimpia Asunción le 25 juillet 1902 et a contribué à développer le football au Paraguay, tendant à être parfois considéré comme le « père du football paraguayen ».

## Biographie
La famille de Paats part vivre à Asuncion en 1894, alors que Williams était âgé de 18 ans.
Au bout de quelques années, il devient professeur d'éducation physique à l'Escuela Normal d'Asunción. Lors d'un de ses voyages à Buenos Aires, il ramène un ballon de football au Paraguay, avant d'ensuite commencer à faire pratiquer le football à ses étudiants. La popularité du football au Paraguay prit immédiatement une grande ampleur, et de petits tournois se tinrent alors à la Plaza de Armas. Après ce succès et l'énorme intérêt suscité par la population pour ce sport, Paats se décide alors à fonder le premier club de football paraguayen, et, le 25 juillet 1902 naquit l'Olimpia Football Club.
Paats fut également un des membres fondateurs de l'Asociación Paraguaya de Fútbol (Fédération paraguayenne de football) en 1906 et en fut le président de 1909 à 1910. Il promut également d'autres sports dans le pays comme le cricket, le tennis, la natation et l'aviron. Sa passion pour les sports et les activités sociales lui firent également fonder le Club Deportivo Sajonia en 1921 et le Touring Club Paraguayo en 1924. 
Il travailla également au consulat des Pays-Bas jusqu'en 1935.